# Hidrografia do Peru

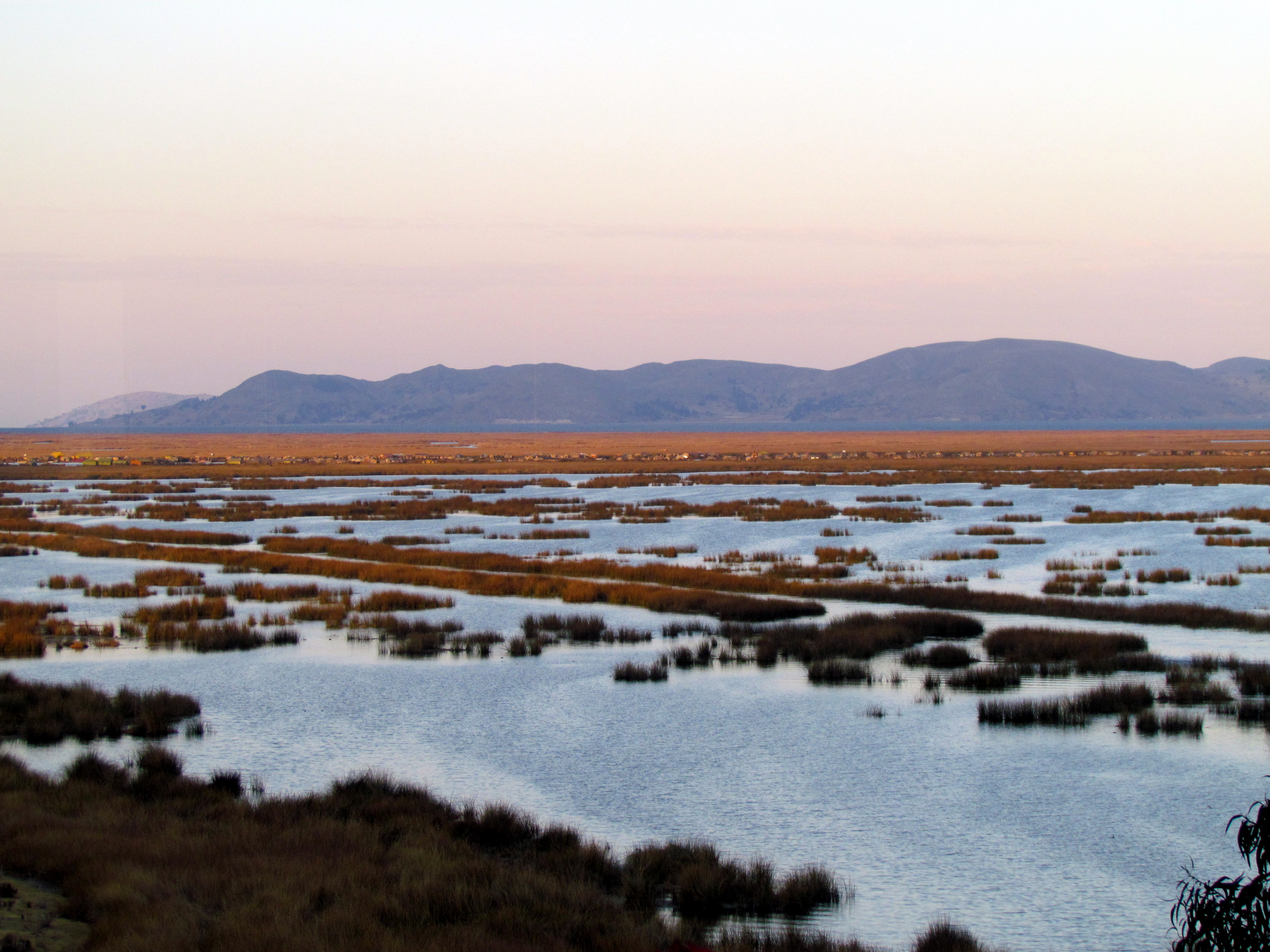
Lago Titicaca

A Hidrografia do Peru é muito rica e envolve os rios, os lagos, as lagoas, as usinas hidrelétricas, as cachoeiras, etc.
A hidrografia do Peru é um tesouro nacional que desempenha um papel fundamental na vida das pessoas, na economia e no meio ambiente. Dos majestosos picos dos Andes aos vastos planaltos da Amazônia, as águas do Peru moldaram a paisagem e sustentaram civilizações por milênios. Proteger e gerir de forma sustentável esses recursos hídricos é essencial para garantir um futuro próspero e sustentável para as gerações presentes e futuras. O Peru, um país de grande diversidade geográfica e cultural, é conhecido não apenas por suas majestosas montanhas e sua herança histórica rica, mas também por sua notável hidrografia. As águas do Peru desempenham um papel vital na vida cotidiana, na economia e na biodiversidade deste país sul-americano. Neste artigo, exploraremos a fascinante rede de rios, lagos e recursos hídricos que moldam a geografia e a vida peruana.
O Peru apresenta dois sistemas hidrográficos. O primeiro compreende os rios que descem dos Andes para a costa do Pacífico e que, embora numerosos, não acumulam volume d'água suficiente para alcançar o mar na estação seca. Apenas dez são perenes, e o mais importante é o Santa. O segundo sistema é constituído pelos dois grandes rios que formam o Amazonas, o Marañón e o Ucayali, que se juntam a aproximadamente 200 km de Iquitos, e seus numerosos afluentes. Entre esses afluentes, que descem dos Andes pela encosta e banham a região oriental do Peru, encontram-se o Huallaga, o Urubamba e o Apurimac, perenes e em grande parte navegáveis. No sudeste do país, compartilhado com a vizinha Bolívia, encontra-se o lago Titicaca, a 3.810m de altitude. Os rios que nele deságuam são pequenos e não navegáveis. Além do Titicaca, há muitos outros lagos no Peru, como o Junín, o Paca, o Llanganuce, o Rimachi, o Sauce, entre outros.

## Diversidade hidrográfica
O Peru é abençoado com uma variedade impressionante de recursos hídricos, que incluem rios, lagos, lagunas (pequenos lagos de alta altitude) e uma porção da bacia amazônica. A hidrografia peruana é influenciada por três grandes bacias hidrográficas: a bacia do Pacífico, a bacia Amazônica e a bacia do Lago Titicaca.
Bacia do Pacífico: A bacia do Pacífico abrange a maior parte da costa peruana. Os rios que desembocam neste oceano são curtos e rápidos devido à inclinação abrupta das montanhas dos Andes em direção ao mar. Alguns dos principais rios desta bacia incluem o Rio Chira, o Rio Piura e o Rio Rimac, este último fluindo através da capital, Lima.
Bacia Amazônica: A parte oriental do Peru é dominada pela vasta bacia amazônica, lar de uma incrível biodiversidade e de alguns dos maiores rios do mundo. O Rio Amazonas, o mais longo e volumoso do planeta, nasce no Peru, na confluência dos rios Marañón e Ucayali, na região de Loreto. Outros rios importantes que fazem parte da bacia amazônica peruana incluem o Rio Huallaga, o Rio Marañón e o Rio Ucayali.
Lago Titicaca: O Lago Titicaca, situado nos Andes a uma altitude de mais de 3.800 metros, é o lago navegável mais alto do mundo e compartilhado entre o Peru e a Bolívia. Este lago sagrado é alimentado por várias fontes, sendo o Rio Desaguadero o principal emissário que drena suas águas para o Lago Poopó, na Bolívia.

## Importância Econômica e Social
A hidrografia do Peru desempenha um papel crucial na economia e na sociedade do país. Os rios fornecem água para irrigação, hidrelétricas e navegação, enquanto os lagos são importantes para a pesca e o turismo. A agricultura, um dos pilares da economia peruana, depende significativamente dos recursos hídricos para o cultivo de uma variedade de produtos, incluindo milho, café e frutas tropicais.
Além disso, os rios da Amazônia peruana são essenciais para o transporte e a subsistência das comunidades indígenas que vivem ao longo de suas margens. A pesca nos rios e lagos também desempenha um papel vital na segurança alimentar dessas comunidades.

## Desafios e Conservação
Apesar da abundância de recursos hídricos, o Peru enfrenta desafios significativos relacionados à gestão e conservação de suas águas. A poluição, a extração excessiva de água, a mudança climática e a degradação ambiental representam ameaças à qualidade e disponibilidade dos recursos hídricos do país. Para enfrentar esses desafios, o Peru vem implementando medidas para proteger e conservar suas águas, incluindo a criação de áreas protegidas, regulamentação da pesca e políticas de gestão da água. Além disso, o país tem buscado promover a cooperação regional e internacional para a gestão sustentável de bacias hidrográficas compartilhadas, como a do Rio Amazonas.